# Маттео Гендузі
Маттео Гендузі (фр. Mattéo Guendouzi, нар. 14 квітня 1999, Пуассі) — французький футболіст, опорний півзахисник «Марселя» та національної збірної Франції. На правах оренди грає за італійський «Лаціо».

## Клубна кар'єра
Народився 14 квітня 1999 року в місті Пуассі. Вихованець юнацьких команд футбольних клубів «Парі Сен-Жермен» та «Лор'ян». В сезоні 2015/16 став виступати за другу команду «Лор'яна». Дебютував за неї 2 квітня 2016 року в поєдинку проти «Роморантена». На момент гри йому було 16 років.
У сезоні 2016/17 став залучатися до тренувань з основною командою. 15 жовтня 2016 року дебютував у Лізі 1 у поєдинку проти «Нанта», вийшовши на заміну на 76-ій хвилині замість Валіда Меслуба. Загалом в рідній команді провів два сезони, взявши участь у 26 матчах чемпіонату, при цьому другий сезон провів з клубом у Лізі 2, зайнявши 7 місце.
11 липня 2018 року перейшов в «Арсенал» за 8 мільйонів євро. Взяв 29 номер, що раніше належав Граніту Джаці. 14 липня 2018 року дебютував у товариському матчі проти «Борем Вуда», вийшовши на заміну на 77-й хвилині. 12 серпня 2018 року дебютував у Англійській Прем'єр-лізі у матчі проти «Манчестер Сіті», вийшовши у стартовому складі.
За підсумками серпневого опитування, Маттео став гравцем місяця в «Арсеналі». Він набрав 68 % голосів, обігнавши Генріха Мхітаряна і Петра Чеха. Також, Гендузі став четвертим тінейджером в історії «Арсеналу», який отримав це звання. Раніше його отримували Ніколя Анелька, Сеск Фабрегас і Йоган Джуру. Загалом за два сезони відіграв за «канонірів» 57 матчів у національному чемпіонаті.
20 червня 2020 року спровокував післяматчевий конфлікт із співвітчизником Нілом Мопе, нападником «Брайтона», після якого було оголошено, що Гендузі виключений з команди «Арсенала» і відсторонений від тренувань через «проблеми з відношенням до роботи і поведінкою».
У жовтні 2020 року було оголошено про перехід гравця до берлінської «Герти», де він на правах оренди відіграв до завершення сезону 2020/21.
Згодом був відданий в оренду до «Марселя», який за рік, влітку 2022 року, уклав із гарвцем, що встиг стати основним у команді, повноцінний контракт.
31 серпня 2023 року, в останній день літнього трансферного вікна, перейшов до італійського «Лаціо» на умовах орендної угоди, яка передбачає можливість викупу прав на гравця за 15 мільйонів євро.

## Виступи за збірні
2016 року дебютував у складі юнацької збірної Франції, взяв участь у 12 іграх на юнацькому рівні, відзначившись двома забитими голами.
З 2018 року залучався до складу молодіжної збірної Франції. На молодіжному рівні зіграв загалом у 20 офіційних матчах.
У 2019 році вперше отримав виклик до національної збірної Франції, але дебютував у її складі лише восени 2021 року. Згодом був включений до її заявки на чемпіонат світу 2022 року, де виходив на поле в одній грі групового етапу, а французи стали віце-чемпіонами.

## Статистика виступів

### Статистика клубних виступів
Станом на 31 серпня 2023
| Сезон               | Команда             | Чемпіонат           | Чемпіонат | Чемпіонат | Національний кубок | Національний кубок | Національний кубок | Континентальні кубки | Континентальні кубки | Континентальні кубки | Інші змагання | Інші змагання | Інші змагання | Усього | Усього |
| Сезон               | Команда             | Ліга                | Ігор      | Голів     | Ліга               | Ігор               | Голів              | Ліга                 | Ігор                 | Голів                | Ліга          | Ігор          | Голів         | Ігор   | Голів  |
| ------------------- | ------------------- | ------------------- | --------- | --------- | ------------------ | ------------------ | ------------------ | -------------------- | -------------------- | -------------------- | ------------- | ------------- | ------------- | ------ | ------ |
| 2016–17             | «Лор'ян»            | Л1                  | 8         | 0         | КФ+КЛ              | 1+0                | 0                  | -                    | -                    | -                    | -             | -             | -             | 9      | 0      |
| 2017–18             | «Лор'ян»            | Л2                  | 18        | 0         | КФ+КЛ              | 1+2                | 0                  | -                    | -                    | -                    | -             | -             | -             | 21     | 0      |
| Усього за «Лор'ян»  | Усього за «Лор'ян»  | Усього за «Лор'ян»  | 26        | 0         |                    | 4                  | 0                  |                      | -                    | -                    |               | -             | -             | 30     | 0      |
| 2018–19             | «Арсенал»           | ПЛ                  | 33        | 0         | КА+КЛ              | 1+3                | 0                  | ЛЄ                   | 11                   | 1                    | -             | -             | -             | 47     | 1      |
| 2019–20             | «Арсенал»           | ПЛ                  | 24        | 0         | КА+КЛ              | 3+1                | 0                  | ЛЄ                   | 6                    | 0                    | -             | -             | -             | 34     | 0      |
| Усього за «Арсенал» | Усього за «Арсенал» | Усього за «Арсенал» | 57        | 0         |                    | 8                  | 0                  |                      | 17                   | 1                    |               | -             | -             | 82     | 1      |
| 2020–21             | «Герта»             | БЛ                  | 24        | 2         | КН                 | 0                  | 0                  | -                    | -                    | -                    | -             | -             | -             | 24     | 2      |
| 2021–22             | «Марсель»           | Л1                  | 38        | 4         | КФ                 | 4                  | 0                  | ЛЄ+ЛК                | 6+8                  | 0+1                  | -             | -             | -             | 56     | 5      |
| 2022–23             | «Марсель»           | Л1                  | 30        | 2         | КФ                 | 4                  | 1                  | ЛЧ                   | 6                    | 2                    | -             | -             | -             | 40     | 5      |
| 2023–24             | «Марсель»           | Л1                  | 2         | 0         | КФ                 | 0                  | 0                  | ЛЧ+ЛЄ                | 2+0                  | 0+0                  | -             | -             | -             | 4      | 0      |
| Усього за «Марсель» | Усього за «Марсель» | Усього за «Марсель» | 70        | 6         |                    | 8                  | 1                  |                      | 22                   | 3                    |               | -             | -             | 100    | 10     |
| Усього за кар'єру   | Усього за кар'єру   | Усього за кар'єру   | 177       | 8         |                    | 20                 | 1                  |                      | 39                   | 4                    |               | -             | -             | 236    | 13     |

### Статистика виступів за збірну
Станом на 31 серпня 2023
| Дата       | Місто                   | Господарі | Результат | Гості       | Турнір                               | Голи | Примітки |
| ---------- | ----------------------- | --------- | --------- | ----------- | ------------------------------------ | ---- | -------- |
| 16-11-2021 | Гельсінкі               | Фінляндія | 0 – 2     | Франція     | Відбір до ЧС 2022                    | -    | 67'      |
| 25-3-2022  | Марсель                 | Франція   | 2 – 1     | Кот-д'Івуар | товариський матч                     | -    | 75'      |
| 29-3-2022  | Вільнев-д'Аск           | Франція   | 5 – 0     | ПАР         | товариський матч                     | 1    | 80'      |
| 6-6-2022   | Спліт                   | Хорватія  | 1 – 1     | Франція     | Ліга націй УЄФА 2022-2023 - 1-й етап | -    |          |
| 10-6-2022  | Відень                  | Австрія   | 1 – 1     | Франція     | Ліга націй УЄФА 2022-2023 - 1-й етап | -    | 63'      |
| 13-6-2022  | Сен-Дені                | Франція   | 0 – 1     | Хорватія    | Ліга націй УЄФА 2022-2023 - 1-й етап | -    | 18' 80'  |
| 30-11-2022 | Ер-Раян (муніципалітет) | Туніс     | 1 – 0     | Франція     | ЧС 2022 - 1-й етап                   | -    | 79'      |
| Усього     |                         | Матчів    | 7         |             | Голів                                | 1    |          |

| Дата       | Місто             | Господарі   | Результат | Гості       | Турнір                             | Голи | Примітки |
| ---------- | ----------------- | ----------- | --------- | ----------- | ---------------------------------- | ---- | -------- |
| 15-11-2018 | Бове              | Франція     | 2 – 2     | Хорватія    | Кваліфікація молодіжного Євро-2019 | -    | 50'      |
| 19-11-2018 | Кан               | Франція     | 1 – 1     | Іспанія     | Кваліфікація молодіжного Євро-2019 | -    | 61'      |
| 21-3-2019  | Ессен             | Німеччина   | 2 – 2     | Франція     | Товариський матч                   | -    | 80'      |
| 24-3-2019  | Брест             | Франція     | 0 – 1     | Данія       | Товариський матч                   | -    |          |
| 3-6-2019   | Ле-Ман            | Франція     | 3 – 0     | Бельгія     | Товариський матч                   | -    | 71'      |
| 11-6-2019  | Відень            | Австрія     | 3 – 1     | Франція     | Товариський матч                   | -    | 62'      |
| 21-6-2019  | Серравалле        | Франція     | 1 – 0     | Хорватія    | Молодіжне Євро-2019 - 1-й етап     | -    | 73'      |
| 24-6-2019  | Чезена            | Франція     | 0 – 0     | Румунія     | Молодіжне Євро-2019 - 1-й етап     | -    |          |
| 27-6-2019  | Реджо-нель-Емілія | Іспанія     | 4 – 1     | Франція     | Молодіжне Євро-2019 - півфінал     | -    |          |
| 10-10-2019 | Кале              | Франція     | 5 – 0     | Азербайджан | Кваліфікація молодіжного Євро-2021 | -    | 77'      |
| 15-10-2019 | Дунайська Лужна   | Словаччина  | 3 – 5     | Франція     | Кваліфікація молодіжного Євро-2021 | -    | 78'      |
| 4-9-2020   | Горі              | Грузія      | 0 – 2     | Франція     | Кваліфікація молодіжного Євро-2021 | -    | кап.     |
| 7-9-2020   | Сумгаїт           | Азербайджан | 1 – 2     | Франція     | Кваліфікація молодіжного Євро-2021 | -    | кап.     |
| 8-10-2020  | Страсбург         | Франція     | 5 – 0     | Ліхтенштейн | Кваліфікація молодіжного Євро-2021 | -    | кап. 64' |
| 12-10-2020 | Тулуза            | Франція     | 1 – 0     | Словаччина  | Кваліфікація молодіжного Євро-2021 | -    | кап.     |
| 12-11-2020 | Вадуц             | Ліхтенштейн | 0 – 5     | Франція     | Кваліфікація молодіжного Євро-2021 | -    | кап. 65' |
| 16-11-2020 | Гавр              | Франція     | 3 – 1     | Швейцарія   | Кваліфікація молодіжного Євро-2021 | -    | кап. 43' |
| 25-3-2021  | Сомбатгей         | Франція     | 0 – 1     | Данія       | Молодіжне Євро-2021 - 1-й етап     | -    | кап. 62' |
| 28-3-2021  | Сомбатгей         | Росія       | 0 – 2     | Франція     | Молодіжне Євро-2021 - 1-й етап     | -    | 83'      |
| 31-3-2021  | Дьєр              | Ісландія    | 0 – 2     | Франція     | Молодіжне Євро-2021 - 1-й етап     | 1    | кап.     |
| Усього     |                   | Матчів      | 20        |             | Голів                              | 1    |          |

## Титули і досягнення
- Володар Кубка Англії (1):

«Арсенал»: 2019–20
Володар Суперкубка Англії (1):
«Арсенал»: 2020
- Віцечемпіон світу: 2022
- Переможець Ліги націй УЄФА: 2021-22